# Lista de jogos eletrônicos da Tecmo
Esta é uma lista de jogos de videogames da Tecmo.

## A
- All Girl Wrestling: Ultimate Angels
- Angel Eyes

## B
- Bad News Baseball
- Bastard!! Online
- Bomb Jack
- Bomb Jack World
- Breaker

## C
- Captain Tsubasa
- Captain Tsubasa 2
- Captain Tsubasa 3
- Captain Tsubasa 4
- Captain Tsubasa 5

## D
- Dead or Alive
- Dead or Alive 2
- Dead or Alive 2 Limited Edition
- Dead or Alive 2: Hardcore
- Dead or Alive 3
- Dead or Alive 4
- Dead or Alive Ultimate
- Dead or Alive Xtreme 2
- Dead or Alive Xtreme Beach Volleyball
- Dead or Alive: Code Chronos
- Deception: Invitation to Darkness
- Deception 2: Kagero
- Deception 3: Dark Delusion
- Deception 4: Trapt
- Dokodemo Rasshou! Pachislo Sengen

## F
- Fatal Frame
- Fatal Frame II: Crimson Butterfly
- Fatal Frame II: Crimson Butterfly - Director's Cut
- Fatal Frame III: The Tormented
- Fatal Frame IV
- Fire 'N Ice

## G
- Gallop Racer
- Gallop Racer 2
- Gallop Racer 2001
- Gallop Racer 2003: A New Breed
- Gallop Racer 2004
- Gallop Racer 2006
- Gallop Racer 3
- Games Developed
- GunGriffon: Allied Strike

## H
- Head On

## J
- J League Go Go Goal

## M
- Mighty Bombjack
- Monster Rancher
- Monster Rancher 2
- Monster Rancher 3
- Monster Rancher 4
- Monster Rancher Advance
- Monster Rancher Advance 2
- Monster Rancher Battle Card GB
- Monster Rancher Battle Card: Episode II
- Monster Rancher EVO
- Monster Rancher Explorer
- Monster Rancher Hop-A-Bout
- Monster Rancher POP
- Monster Rancher DS

## N
- Ninja Gaiden
- Ninja Gaiden Black
- Ninja Gaiden Sigma
- Ninja Gaiden Episode 1: Destiny
- Ninja Gaiden Hurricane Pack: Volume I
- Ninja Gaiden II: The Dark Sword of Chaos
- Ninja Gaiden III: The Ancient Ship of Doom
- Ninja Gaiden Shadow
- Ninja Gaiden Trilogy
- Ninja Gaiden: Hurricane Pack Vol. 2
- Ninja Gaiden Dragon Sword

## P
- Pinball Action
- Pleiads
- Project Progressive
- Project Rygar

## R
- Radia Senki
- Rasshou! Pachislo Sengen
- Rasshou! Pachislo Sengen 2: Dekadan
- Rasshou! Pachislo Sengen 3: Rio de Carnival, Juujika 600 Shiki
- Rasshou! Pachislo Sengen 4: Shin Mogu Mogu Fuurinkasan Rio de Carnival
- Real: Another Edition
- Right Brain Game
- Rygar
- Rygar: The Battle of Argus
- Rygar: The Legendary Adventure

## S
- Solomon's Club
- Solomon's Key
- Star Force
- Super Shot Soccer
- Super Swing Golf Pangya
- Super Swing Golf Pangya 2

## T
- Team Ninja DS project
- Team Ninja PSP project
- Tecmo Baseball
- Tecmo Bowl
- Tecmo Classic Arcade
- Tecmo Cup Soccer
- Tecmo Hit Parade
- Tecmo My Generation
- Tecmo NBA Basketball
- Tecmo PS3 Action Project
- Tecmo PS3 Action-Adventure
- Tecmo Secret of the Stars
- Tecmo Sports: Bakuretsu King
- Tecmo Stackers
- Tecmo Super Baseball
- Tecmo Super Bowl
- Tecmo Super Bowl II: Special Edition
- Tecmo Super Bowl III: Final Edition
- Tecmo Super Hockey
- Tecmo Super NBA Basketball
- Tecmo World Cup
- Tecmo World Cup '93
- Tecmo World Golf
- Tecmo World Soccer '96
- Tecmo World Wrestling
- Tokobot
- Tokobot Plus: Mysteries of the Karakuri
- Touch de Rakushou! Pachislo Sengen: Rio de Carnival

## U
- Ultimate Angels
- UNiSON

## W
- World Cup '94